# Parti des forces citoyennes (Mexique)
Fuerza Ciudadana  (en français Parti des forces citoyennes) fut un parti politique mexicain entre 2002 et 2003.

## Presidents
- (2002 - 2003): Jorge Alcocer